# Aleksandr Lastine
Aleksandr Lastine est un joueur d'échecs russe né le 30 novembre 1976 à Jeleznovodsk et mort le 23 janvier 2015. Grand maître international depuis 1997, il a remporté le championnat de Russie d'échecs en 2002 à Krasnodar.

## Carrière aux échecs
Il fut deuxième lors du championnat de Russie de 2001, à égalité de points avec le vainqueur. Lors des championnats russes de 1997 et 1999 qui étaient des systèmes à élimination directe, il fut éliminé en demi-finale.
Il a participé au championnat du monde de la Fédération internationale des échecs 2001-2002 à Moscou (éliminé au deuxième tour par Zhong Zhang) et au championnat du monde de la Fédération internationale des échecs 2004 à Tripoli où il fut éliminé au troisième tour par Hikaru Nakamura, après avoir battu Robert Kempiński et Zurab Azmaiparashvili.
Il remporta le tournoi de Rivne en 2000 et finit premier ex æquo de la coupe du gouverneur de Bakou en 2008.
Lastine remporta le mémorial Dorokchevitch (championnat du sud de la fédération à Beloretchensk) en 2007, 2008 et 2009.